# Carlos Alberto Raffo
Carlos Alberto Raffo (Buenos Aires, 10 aprile 1926 – Guayaquil, 18 settembre 2013) è stato un calciatore argentino naturalizzato ecuadoriano.

## Carriera
All'Emelec formò con i compagni di squadra Bolaños, Raymondi, Ortega e Balseca il quintetto noto come i "Cinco Reyes Magos".

## Palmarès

### Club
- Campionato ecuadoriano: 2

Emelec: 1957, 1961
- Copa Guayaquil: 3

Emelec: 1956, 1957, 1962

### Individuale
- Capocannoniere del Campeonato Sudamericano de Football: 1

Bolivia 1963 (6 gol)